# 李陽春 (弘治進士)
李陽春（1466年—？年），字宗元，四川順慶府渠縣人，民籍，治《春秋》，明朝政治人物。

## 生平
四川鄉試第三十二名舉人。弘治十五年（1502年）中式壬戌科會試第二百六十一名，三甲第一百九十八名進士。

## 家族
曾祖李朝輔；祖父李允中；父李芳，知縣。母王氏。永感下。